# جورج ميلز (سياسي)
جورج ميلز هو سياسي كندي، ولد في 17 يناير 1876 في كندا، وتوفي في 17 أغسطس 1948. حزبياً، نشط في الحزب الليبيرالي الألبرتي. وقد انتخب عضو الجمعية التشريعية ألبرتا.